# سیارک ۱۸۹۳۵
سیارک ۱۸۹۳۵ (به انگلیسی: 18935 Alfandmedina، نامگذاری:2000QE37) هجده هزار و نهصد و سی و پنجمین سیارک کشف شده‌است که در ۲۴ اوت ۲۰۰۰ کشف شد.
قدر مطلق سیارک برابر ۱۱.۲ است.